# Людомирка
Людми́рка (Людоми́рка) — річка в Україні, в межах Кременецького району Тернопільської області та Дубенського району Рівненської області. Права притока Ікви (басейн Прип'яті).

## Опис
Довжина 20 км. Річка типово рівнинна. Долина переважно широка, місцями заболочена, у верхній та середній течії заліснена. Річище слабозвивисте, на значній протяжності каналізоване.

## Розташування
Людмирка бере початок на захід від села Стіжок, при північно-західних схилах Кременецьких гір. Тече спершу на захід, далі — на північний захід. Впадає до Ікви неподалік від села Комарівки. 
Над річкою розташовані села: Голуби, Шепетин, Студянка.

## Про назву
Олександр Цинкаловський у праці «Стара Волинь і Волинське Полісся», яка була видана двотомником у 1984 р. (1-й том), у 1986 р. (2-й том), пише: «Людмирка, річка, притока р. Ікви. Випливає з-під Лішні» (т.2. с.59). У цій же праці на с. 537, т. 2 написано: «Шепетин с. Дубенський повіт, Судобицька вол., 33 км від Дубна над р. Людмиркою, яка випливає з лісів тернового подільського порога і, минаючи Шепетин, впадає до Ікви».